# Zuid-Russische owcharka
De Zuid-Russische owcharka (ovtsjarka) is een hondenras.

## Uiterlijk
De Zuid-Russische owcharka bestaat in de kleuren wit met of zonder gele, grijze of rode vlekjes. Hij heeft een lange vacht die veel verzorging nodig heeft. De vachtlengte ligt tussen 10 en 30 centimeter. Hij heeft veel ruimte en beweging nodig. De owcharka wordt tien tot vijftien jaar oud. Met een schofthoogte van minimaal 62 centimeter en een gewicht van 45 kilogram behoort hij tot de grootste herdershonden.

## Karakter
De Zuid-Russische owcharka is een dominante hond, die robuust, waaks en moedig is.
Het ras werd om zijn onafhankelijkheid en bescherminstinct gefokt. Het is een aanhankelijke hond, maar hij doet niet altijd wat van hem wordt verwacht. Hij is wantrouwig tegenover vreemden. Hij zal het accepteren als een mens of hond dominanter is dan hij, maar zodra hij een onzekerheid vaststelt, zal hij de leiding overnemen.
Het is een hond met twee gezichten. Hij deelt de wereld in twee stukken: mijn wereld en niet mijn wereld.

## Beschrijving
De Zuid-Russische owcharka is een van de 3 owcharkarassen uit Rusland. Oorspronkelijk komt de Zuid-Russische herder uit Oekraïne.
Australian stumpy tail cattle dog ·
Australische herder ·
Australische veedrijvershond ·
Bearded collie ·
Beauceron ·
Belgische herder ·
Bergamasco ·
Berghond van de Maremmen en Abruzzen ·
Bobtail ·
Boheemse herder ·
Bordercollie ·
Bouvier des Ardennes ·
Bouvier (des Flandres) ·
Briard ·
Ca de bestiar ·
Cão da Serra de Aires ·
Cão de fila de São Miguel ·
Catalaanse herder ·
Ciobanesc romanesc carpatin ·
Ciobanesc romanesc mioritic ·
Duitse herder ·
Hollandse herder ·
Karpatische herdershond ·
Kelpie ·
Komondor ·
Kroatische herder ·
Kuvasz ·
Lancashire heeler ·
Miniature American Shepherd ·
Mudi ·
Picardische herdershond ·
Polski owczarek nizinny ·
Puli ·
Pumi ·
Pyrenese herdershond ·
Saarlooswolfhond ·
Schapendoes ·
Schipperke ·
Schotse herdershond ·
Sheltie ·
Slovenský čuvač ·
Tatrahond ·
Tsjecho-Slowaakse wolfhond ·
Welsh corgi Cardigan ·
Welsh corgi Pembroke ·
Zuid-Russische owcharka ·
Zwitserse witte herder